# Eucalyptus amplifolia
Eucalyptus amplifolia là một loài thực vật có hoa trong Họ Đào kim nương. Loài này được Naudin mô tả khoa học đầu tiên năm 1891.